# Tucanes de Amazonas Fútbol Club
El Tucanes de Amazonas Fútbol Club fue un club de fútbol profesional venezolano que tenía sede en Puerto Ayacucho, estado Amazonas. Jugaba en la Segunda División de Venezuela y disputaba sus partidos como local en el Estadio Antonio José de Sucre. Fue fundado el 23 de agosto de 2008, con la finalidad de que la población de Puerto Ayacucho tuviera una actividad recreativa y deportiva.

## Estadio
El Antonio José de Sucre ubicado en Puerto Ayacucho, Venezuela, en la Av. 23 de enero, al lado del gimnasio cubierto Enrique Ramón Cordero, es donde realiza los partidos como local. Tiene una capacidad actual de 10 000 espectadores.

## Historia

### 2007-2008
Fue el año debut del equipo amazónico, participando en la Segunda División B, en la región Centro-Oriental. debutó en partido oficial contra el UCV Aragua, con resultado favorable de Los Plumíferos por 2-1 a casa llena (5000 espectadores), en la segunda jornada venció como visitante al Carabobo Fútbol Club B con goleada de 0-3, perdió el invicto en la jornada 6, después de 4 victorias y un empate, ante Fundación Cesarger en Cumaná. Al finalizar el apertura quedó en la cuarta posición con 20 puntos, al igual que el Atlético Orinoco, que se ganó la tercera posición por más goles a favor.
En el Torneo Clausura empezó bien los 3 primeros partidos, aunque en el cuarto, el Atlético Orinoco hizo de las suyas goleándolos 3-0, de ahí no sumó 3 puntos hasta la jornada 8. En la última jornada fue derrotado en casa por el Minasoro FC por 0-3. Terminó en la quinta posición con 18 puntos.

### 2009-2010
A pesar de quedar en la media tabla la temporada anterior, Tucanes de Amazonas ascendió a la Segunda División A debido a la desaparición de algunos equipos. En esta temporada la afición creció por el auge al saber que su equipo estaba en la categoría de plata.
Debutaron en el Apertura 2009 en el Estadio José Antonio de Sucre ante el Angostura Fútbol Club de Ciudad Bolívar con resultado desfavorable de 0-1. Después empatan contra el histórico Unión Atlético Maracaibo en casa por 3-3. Debutan en la Copa Venezuela contra La Victoria FC y pierden por un resultado global de 4-2. En la jornada 6, Tucanes gana por primera vez en Segunda División, ante el CD San Antonio en casa, por 1-0. En la última jornada del Apertura, es derrotado en el Cocodrilos Sport Park Club por el Caracas Fútbol Club B por 6-1. Y, así, termina de antepenúltimo en el Apertura, empatado con los 2 de atrás, con 10 puntos. En el Clausura 2010 no fue tan mala su participación pudiendo derrotar a equipos como el Atlético Venezuela por 2-1 al Estrella Roja Fútbol Club por 3-0, goleó a la Hermandad Gallega de Valencia por 7-0 (y se ganó el trofeo del Día de las Madres) y obtuvo una gran mejora, finalizando en la octava posición, que le dio como consecuencia la decimotercera posición en la tabla acumulada, a 13 del descenso. La barra del equipo era sorprendida por muchos, ya que a pesar de la lejanía, viajaba a todos los rincones del país, y era muy animosa.

### 2010-2011
Asumieron la Copa Venezuela 2010 en la primera ronda contra el Arroceros de Calabozo y vencieron con un global de 5-4, con lo que pasarían por primera vez de ronda en una Copa Venezuela. En la segunda ronda quedan eliminados por el Carabobo Fútbol Club a casa llena por 1-2, llegando a prórroga.
Cambia el formato de la Segunda División A y pasaría a ser con 2 grupos de 10 equipos, un grupo de la región centro-oriental y otro de la occidental, el Tucanes pasa a ser del primer grupo, en la cual debuta contra la UCV FC perdiendo por 0-1, aunque sería de las pocas derrotas, ya que después de ahí va tomando forma para vencer a los otros equipos, entre goleadas, estuvo contra Estrella Roja 4-1, Unión Atlético Aragua 0-3, Minasoro Fútbol Club 1-4. Finalizó el Torneo Apertura de primero, con 39 puntos, 1 punto más que la UCV FC. Debutaron en el Torneo Clausura 2011, con victoria por 0-8 ante Estrella Roja en el Estadio Brígido Iriarte, en la jornada 15, como sorpresa goleó por 6-1 al Caracas Fútbol Club B que por primera vez después de 4 partidos, lo derrota. Logra la segunda posición con 40 puntos, uno menos que el primero: Angostura Fútbol Club.
Después de ser campeón del apertura, se disputa un Cuadrangular de Ascenso, ida y vuelta, entre los 4 campeones, que fueron ellos mismos, Llaneros de Guanare, Real Bolívar y Angostura Fútbol Club.
Debuta contra el Llaneros en casa, perdiendo 0-1, empata contra el Real Bolívar en Maracaibo 0-0, le gana a Angostura 4-3 y los vuelve a golear como visitante 1-5, pierde contra Llaneros 4-1 y consigue el ascenso a Primera División al ganarle al Real Bolívar por 3-1, con el estadio a reventar. Tuvo como goleador al colombiano Víctor Rentería.

### 2011-2012
En la Copa Venezuela fue eliminado por el Caracas Fútbol Club en Cuartos de final con global de 3-1, después de eliminar previamente al Arroceros de Calabozo y Angostura Fútbol Club respectivamente.
Ante 10 000 personas debuta el Tucanes en primera contra el Zamora Fútbol Club perdiendo por 1-3. En la segunda jornada hubo de trasladarse a fanáticos, jugadores, dirigentes y cuerpo técnico hasta Maturín para enfrentarse al Monagas Sport Club, en el cual perdió 3-2. Sumó su primer punto ante el Atlético el Vigía por 1-1 en el Estadio Ramón Hernández en la jornada 5. Tucanes no gana hasta la jornada 12, cuando vence por 1-0 al Carabobo Fútbol Club. Queda en el Apertura en la decimoquinta posición con 13 puntos. El Torneo Clausura fue una decepción para los selváticos, sólo sumaron 8 puntos y sufrieron goleadas escándalosas como contra el Deportivo Lara por 6-1. En la decimoquinta jornada, Tucanes desciende perdiendo contra el Trujillanos Fútbol Club por 1-3. Se despiden de primera ante el Yaracuyanos Fútbol Club por 0-1, con asistencia de 3.680 personas, su peor asistencia. Tucanes fue el cuarto equipo que más gente llevó al estadio, hizo récord propio contra el Deportivo Táchira cuando llevaron 15.060 personas, los fanáticos amazónicos viajaban a todas partes, incluso en las jornadas semanales.

### 2012-2013
Regresa a la Segunda División ante un Antonio José de Sucre vacío en la grada popular y lleno en su tribuna, contra Estrella Roja en un partido cerrado que terminó por 0-0. Termina en la cuarta posición del Torneo Clasificatorio del grupo occidental, lo que le permitirá participar en el Torneo Ascenso 2013, para un puesto en la Primera División.

### 2014-2015
El 5 de abril de 2015 se logró la primera victoria en Primera División de Venezuela frente al Deportivo Táchira FC tras 4 derrotas y 1 empate, por 1-0 en el Estadio Antonio José de Sucre con gol de Keiner Pérez.

### Adecuación 2015
Al final del Adecuación 2015, quedan de últimos y descienden a la Segunda División para el 2016.
En ese torneo adecuación 2015 el equipo Tucanes de Amazonas, dirigido en el último tramo por la dupla técnica Fernando Cruz - Alexander Acosta Merlo, llevados por la directiva con la misión de salvarlos del descenso directo, con un saldo de 1 partido ganado, 1 empatado y una sola derrota, logra culminar en el penúltimo lugar que daba acceso a un partido de repechaje contra el segundo clasificado de 2a división (JBL Zulia); la FVF, en una maniobra inexplicable y que levantó muchas sospechas, sustituye a Tucanes por Metropolitanos, luego de que ya había programado, publicado y anunciado oficialmente los partidos de ida y vuelta del repechaje entre Tucanes de Amazonas y JBL Zulia.
https://canaldenoticia.com/fvf-desciende-tucanes/ (enlace roto disponible en Internet Archive; véase el historial, la primera versión y la última).
http://www.meridiano.com.ve/futbol/futbol-venezolano/115082/tucanes-ejercera-recurso-ante-el-tsj-por-descenso.html (enlace roto disponible en Internet Archive; véase el historial, la primera versión y la última).
http://www.balonazos.com/el-partido-de-repechaje-fue-suspendido/ (enlace roto disponible en Internet Archive; véase el historial, la primera versión y la última).
DESAPARICIÓN
Puerto Ayacucho.- Así lo anunció la presidenta de la Fundación Tucanes de Amazonas Profesora Judith Campos a través de una rueda de prensa efectuada frente al estadio Antonio José de Sucre en la ciudad de Puerto Ayacucho, justo en la entrada por donde miles de fanáticos se daban cita para apoyar este equipo profesional que durante más de diez años trajo alegrías y orgullo a las familias amazonenses.
Informó la presidenta de Tucanes que en varias ocasiones intentó contactar con el actual gobernador para así llegar a un acuerdo y trabajar en conjunto con el nuevo equipo de fútbol que acaban de crear denominado Amazonas F.C, pero no fue atendida. "Desde hace varios meses la gobernación del Estado dejó de depositar los recursos para cancelar la nómina a los jugadores, retiraron al personal administrativo y obrero del estadio y finalmente nos sacaron sin un documento legal, queriéndose apropiar del mobiliario de la fundación, todo esto con el apoyo de la Guardia Nacional Bolivariana, así quien puede luchar" expresó Campos.
Es importante destacar que su Director Técnico William Quinto, informó que el equipo se estaba preparando para la nueva temporada pero que en vista de los acontecimientos tuvieron que hacer un alto al entrenamiento, con la esperanza de que se llegaría a un acuerdo, instó a los jugadores a continuar haciendo fútbol y no caer en los vicios y el ocio.
"Tucanes de Amazonas no es sólo un equipo de fútbol, es una familia, un proyecto de vida, es nuestro hogar", así lo manifestó su jugador más antiguo y el que queda de la plantilla profesional Umawaly Guarulla, quien además recalcó que en el estadio se sintieron en su casa, la grama del campo y cada espacio que se construyó fue el hogar de muchos jugadores amazonenses que se atrevieron a soñar en grande. Hay que recalcar que a la gran mayoría de los jugadores y preparadores se los llevó  Amazonas F.C.
Por su parte la Legisladora Mauligmer Baloa, Presidenta de la Comisión de Educación, Cultura, Deporte, Turismo y DD.HH del CLEIA, hizo varios anuncios que tienen que ver con la responsabilidad por parte de la Gobernación del Estado al no darles continuidad a las obras pendientes en el estadio, el desconocimiento del paradero de los recursos para cancelación de nóminas de la Fundación, entre otros, en los cuales se llevará a cabo la investigación correspondiente.
Finalmente, la presidenta de Tucanes de Amazonas envió un mensaje a quienes por tanto tiempo compartieron en las canchas de fútbol que se construyeron con la finalidad de formar jóvenes de bien: "vamos a congelar la franquicia de Tucanes por un tiempo, hasta que todo esto pase y recuperemos al país que tanto anhelamos, porque va a suceder, pronto lo tendremos de vuelta y todos ustedes volverán a soñar en grande, mientras tanto seguiremos haciendo fútbol en cada cancha y en cada comunidad, formando a los semilleros", acotó.
https://wakanoticias.com/deportes/tucanes-f-c-se-despide-de-su-fanaticada-amazonense.html

## Datos del club
- Fundación del equipo: 23 de agosto de 2008
- Temporadas en Primera: 3
- Temporadas en Segunda: 6
- Temporadas en Segunda B: 1
- Temporadas en Tercera: 0
- Mejor Puesto en la liga: 7.º
- Peor Puesto en la liga: 18.º
- Participación en Copa Libertadores: 0
- Mejor puesto en Copa Libertadores: No ha participado
- Participación en Copa Sudamericana: 0
- Mejor Puesto en Copa Sudamericana: No ha participado
- Primer partido oficial: Tucanes de Amazonas Fútbol Club 2-1 UCV Aragua
- Primer partido en Primera División: Tucanes de Amazonas Fútbol Club 1-3 Zamora Fútbol Club
- Primer partido internacional:
- Partido con mayor asistencia:
- Partido con menor asistencia:
- Primer gol del equipo en Primera: Renier Rodríguez (14 de agosto de 2011) fue autogol
- Gol 100 del equipo en Primera: José Gutiérrez (8 de marzo de 2015)
- Entrenadores extranjeros: Oscar Fernando Cruz y Horacio Matuszyczk

## Jugadores
- Orlando Galindo

### Altas y bajas Apertura 2014
| Altas            |                      |          |                      |
| Jugador          | Nacionalidad         | Posición | Procedencia          |
| Carlos Salazar   | Bandera de Venezuela |          | Llaneros de Guanare  |
| Luis Terán       | Bandera de Venezuela |          | Guatire FC           |
| Lenmiger Bolívar | Bandera de Venezuela |          | Guatire FC           |
| Jackson Muñoz    | Bandera de Venezuela |          | Guatire FC           |
| José Parada      | Bandera de Venezuela |          | Guatire FC           |
| Gilson Salazar   | Bandera de Venezuela |          | SC Guaraní           |
| Victor Valera    | Bandera de Venezuela |          | Llaneros de Guanare  |
| Ever Espinoza    | Bandera de Venezuela |          | Llaneros de Guanare  |
| Frank Presilla   | Bandera de Venezuela |          | Yaracuyanos FC       |
| José Gutiérrez   | Bandera de Venezuela |          | Yaracuyanos FC       |
| Robert Díaz      | Bandera de Venezuela |          | Angostura FC         |
| Horacio Cárdenas | Bandera de Venezuela |          | Mineros de Guayana B |
| Sergio Golindano | Bandera de Venezuela |          | Mineros de Guayana   |
| Israel Enaholo   | Bandera de Nigeria   |          | Saxon Rovers FC      |
| Frank Nedu       | Bandera de Nigeria   |          | Enyimba FC           |
| Kizito Obi       | Bandera de Nigeria   |          | Velje Boldklub FC    |

| Bajas             |                      |          |                       |
| Jugador           | Nacionalidad         | Posición | Destino               |
| Obambou Perrin    | Bandera de Gabón     |          |                       |
| Adjin Livingstone | Bandera de Ghana     |          | Doxa Katokopias       |
| Ángel Hernández   | Bandera de Venezuela |          | Estudiantes de Mérida |
| José González     | Bandera de Venezuela |          | Estudiantes de Mérida |
| Arnaldo Aranda    | Bandera de Venezuela |          | Trujillanos FC        |
| Raúl Vallona      | Bandera de Venezuela |          | Trujillanos FC        |
| Argenis Gómez     | Bandera de Venezuela |          | Trujillanos FC        |
| Juan García       | Bandera de Venezuela |          | Estudiantes de Mérida |
| Pedro Duval       | Bandera de Venezuela |          |                       |

## Entrenadores
- Luis Molina (2007-08)
- Wilmer Ceballos (2008-09)
- Miguel Vázquez (2008-09)
- Gilson López (2008-09)
- Stalin Rivas (2008-09)
- Jhon Giraldo (2009-10)
- Alberto Valencia
- Jesús Iglesias (2011)
- Edson Tortolero (2012)
- Horacio Matuszyczk (2012 - 2014)
- Francesco Stifano     (2014)
- Saúl Maldonado (2014-15)
- Miguel Acosta (2015)
- Alexander Acosta Merlo,  Oscar Fernando Cruz, (Clausura 2015)
- José Luis Dolgetta (2016)

## Palmarés

### Torneos nacionales
- Segunda División de Venezuela (1): 2012-13
  - Subcampeón de la Segunda División de Venezuela (1): 2010-11